# Karl August Walther
Karl August Walther (* 30. April 1902 in Bielefeld; † nach 1964) war ein deutscher Schriftsteller und Verleger.

## Leben
Walther gehörte zum Redaktionsstab der Kulturzeitschrift „Der Türmer“, die unter Friedrich Lienhard völkisch positioniert wurde. Walther radikalisierte sich zunehmend und wurde Mitglied im nationalsozialistischen Kampfbund für deutsche Kultur. Er ließ sich in Eisenach nieder.
Walther gehörte zu den Besuchern der von Hans Grimm veranstalteten Lippoldsberger Dichtertage.
Von 1931 bis 1936 gab Walther die religiös-völkische NS-Monatszeitschrift „Der Hochwart“ heraus, zu deren Redakteuren Robert Hohlbaum, Curt Hotzel und Börries von Münchhausen zählten, und worin Beiträge   u. a. von Herbert Böhme, Georg Grabenhorst, Walter Ehrenstein, Otto Everling, Heinz Grothe, Otto Heuschele, Robert Saitschick und Heinz Steguweit erschienen. Das Journal trug zeitweise den Untertitel „Monatsschrift für nationalsozialistische Lebensauffassung“ und nannte als Ziel, „den zerstörenden Geist des Materialismus aus[zu]rotten“. Walthers Zeitschrift nahm eine wichtige Scharnierfunktion ein zwischen nationalkonservativen Autoren und den radikaleren nationalsozialistischen Kulturrevolutionären.
Im Jahre 1932 regte Walther den Bau einer Freilichtbühne zu Füßen der Wartburg an, wofür er Unterstützung vom reußischen Erbprinzen Heinrich XLV. und auch von Alfred Rosenberg und Walter Stang erhielt, so dass noch im selben Jahre die Grundsteinlegung der „Wartburg-Waldbühne“ erfolgte. Weitere Unterstützung erhielt Walther vom Burghauptmann der Wartburg Hans von der Gabelentz. Nach der Machtergreifung wurde der Bau forciert und die Bühne am 20. April 1933 mit einer Aufführung von Hanns Johsts Schauspiel Schlageter eröffnet.
Karl August Walther zog nach Potsdam um und wurde Schatzmeister des neugegründeten Reichsverbandes Deutscher Schriftsteller. Auf der „Wartburg-Waldbühne“, deren Vorsitzender Walther war, fanden regelmäßig Konzerte und Theateraufführungen statt, bis sie im Krieg zerstört wurde.
Nach dem Zweiten Weltkrieg emigrierte Walther nach Luzern in der Schweiz, wo er Inhaber des Montana-Verlages war.
Im Jahre 1950 wurde Walther mit Konrad Adenauer bekannt und organisierte später dessen Besuch im Wallfahrtsort Sachseln.

## Publikationen
- Jugendwandern, romantische Dichtung, 1921/24
- Vom Ehrenhain in Bad Berka, 1926
- Vom Reichsehrenmal, zus. m. Cornelius Gurlitt und Johannes Keßler, 1926
- Das Erbe der Väter, Wegweiser zum Geistesvermächtnis Deutschen Führertums, zus. m. Albert Böhme, 1928
- Das Langemarck-Buch der Deutschen Studentenschaft, 1931
- Die Wartburgwaldbühne in Eisenach, 1933
- Neues Volk auf alter Erde, 1935
- Deutsches Volk in Arbeit und Wehr, 1937
- Obwaldner Land – kommt zu rasten und zu schauen, mit Josef Garovi, 1950
- Vom Meer zum Bodensee, Der Hochrhein als Großschiffahrtsweg, 1957
- Wasser – bedrohtes Lebenselement, 1964
- Persönliche Erinnerungen von Karl August Walther – Zu Gast bei Konrad Adenauer, in: Luzerner Tagblatt, 2. August 1980.